# Calosoma inquisitor
Calosoma inquisitor  es una especie de escarabajo perteneciente a la familia Carabidae. Es originaria del Norte de África, Europa  (Escandinavia) y Asia.